# The Casting Out
The Casting Out war eine US-amerikanische Post-Hardcore-Band aus Newark, Delaware.

## Geschichte
Nach der Auflösung von boysetsfire wollte Sänger Nathan Gray zunächst ein Soloalbum machen, überwand jedoch die Probleme mit Ex-boysetsfire-Gitarrist Joshua Latshaw und nahm mit ihm und fünf weiteren Musikern erstes Material mit der neuen Band auf.
Joshua Latshaw musste später, aufgrund gesundheitlicher Probleme, seinen Ausstieg aus der Band bekannt geben. Er ist jedoch maßgeblich am Debütalbum Go Crazy! Throw Fireworks! beteiligt gewesen.
Im September 2009 wurde die Band in Deutschland durch einen Auftritt in der Seifenoper Gute Zeiten, schlechte Zeiten bekannt.
Im Oktober 2010 gab die Band ihre Auflösung per Twitter bekannt.

## Diskografie
- 2007: Your Last Novelty (EP)
- 2007: The Casting Out (EP)
- 2009: Go Crazy! Throw Fireworks! (Album)
- 2010: The Casting Out!!! (Album, Eyeball Records)